# Kenyapithecus
Kenyapithecus är ett släkte av utdöda hominider som levde under mellersta miocen. Det vetenskapliga namnet är sammansatt av namnet för landet Kenya och det gammalgrekiska ordet pithēkos (apa).
Ungefär 20 till 10 miljoner år gamla fossil hittades i Kenya och Sydafrika. Släktets medlemmar hade stora avplattade kindtänder. Jämförd med andra primater var de små till medelstora. De hade lättare extremiteter än släktet Dryopithecus. Kenyapithecus är ett av de tidigaste släkten i familjen hominider.
På grund av kvarlevornas form antas att arterna gick med fyra fötter på marken och de klättrade i träd. Hörntändernas storlek varierade mellan hannar och honor. Den tjocka tandemaljen indikerar att Kenyapithecus hade hårda frukter och frön som föda. Så var de bättre anpassade för livet i mer öppna landskap.